# Capitão Tomba
O capitão Tomba foi um governante africano que foi vendido como escravo durante o século XVIII.

## História
Tomba recusou-se a cooperar com os traficantes de escravos europeus e começou a hostilizar os habitantes locais que o faziam. Ele foi então capturado por John Leadstine, o europeu então que controlada um negócio em Serra Leoa e foi vendido ao capitão Richard Harding a bordo do navio negreiro Robert no ano de 1721.
O capitão Tomba tentou fugir de Robert e, durante a insurreição, matou dois marinheiros, contudo acabou por ser recapturado. Harding decidiu poupar a vida Tomba por ele ser valioso, mas em vez disso tirou a vida de três outras pessoas escravizadas. O primeiro, Harding assassinou instantaneamente, e então obrigou os outros dois a comerem o coração e o fígado desse homem. Uma mulher "ele içou pelos polegares, chicoteou e cortou-a com facas, à frente dos outros escravos, até que ela morresse".
O capitão Tomba sobreviveu à viagem através do Oceano Atlântico e foi vendido em Kingston, na Jamaica, juntamente com outras 189 pessoas.